# Говорухин, Станислав Сергеевич
Станисла́в Серге́евич Говору́хин (29 марта 1936, Березники, Свердловская область, СССР — 14 июня 2018, Барвиха, Одинцовский район, Московская область, Россия) — советский и российский киноактёр, кинорежиссёр, сценарист, кинопродюсер, политический и общественный деятель; народный артист Российской Федерации (2006), заслуженный деятель искусств УССР (1986).
Депутат Государственной думы Федерального собрания Российской Федерации (1994—2003, 2005—2018), председатель Комитета Государственной думы по культуре (2011—2018). Член всероссийской политической партии «Единая Россия» (2005—2018).
В прошлом — кандидат в президенты Российской Федерации на президентских выборах, состоявшихся 26 марта 2000 года, набрал 0,44 % голосов избирателей. 8 декабря 2011 года избран главой предвыборного штаба Владимира Путина на президентских выборах 2012 года. 12 июня 2013 года был избран сопредседателем Центрального штаба Общероссийского народного фронта (ОНФ) на пятилетний срок.

## Биография

### Происхождение
Станислав Говорухин родился 29 марта 1936 года в городе Березники, Свердловская область (ныне Пермский край). Родители — бывший донской казак Сергей Георгиевич Говорухин и портниха Прасковья Афанасьевна Глазкова.
Среднее образование получил в казанской школе № 94. В 1958 году окончил геологический факультет Казанского государственного университета имени В. И. Ульянова-Ленина и около года работал геологом Средне-Волжского геологоразведочного управления. В 1959—1961 годах трудился редактором и ассистентом режиссёра на Казанской студии телевидения.
В 1966 году с отличием окончил режиссёрский факультет ВГИКа (мастерская Якова Сегеля). Дипломная работа — фильм «Тётя Катя».

### Работа в кино
До 1967 года работал ассистентом режиссёра, режиссёром, кинорежиссёром-постановщиком художественной кинематографии высшей категории на «Одесской киностудии художественных фильмов».
Первый полнометражный фильм «Вертикаль», снятый совместно с однокурсником Борисом Дуровым, стал одним из лидеров советского кинопроката за 1967 год, заняв десятое место среди отечественных картин (32,8 млн зрителей). В нём Владимир Высоцкий впервые выступил как автор музыки и стихов, что стало началом его карьеры как автора-исполнителя. В дальнейшем он снялся ещё в двух фильмах Говорухина: «Белый взрыв» (1969) и «Место встречи изменить нельзя» (1979), где исполнил одну из самых известных киноролей.
В 1979 году Говорухин также совместно с Дуровым написал сценарий фильма «Пираты XX века», который стал абсолютным лидером советского кинопроката, собрав 87,6 млн зрителей. Ещё один остросюжетный фильм по сценарию Говорухина «Тайны мадам Вонг» занял шестое место по итогам 1986 года (30,1 млн зрителей), а его собственная экранизация триллера Агаты Кристи «Десять негритят» заняла седьмое место по итогам 1987 года при 33,2 млн зрителей.
С 1987 по 1993 годы — режиссёр киноконцерна «Мосфильм». Был членом Союза кинематографистов СССР. С декабря 1991 года — член Конфедерации Союзов кинематографистов. В октябре 1993 года вышел из состава Союза кинематографистов России.
Станислав Говорухин снял множество художественных, художественно-публицистических и публицистических фильмов и написал более двадцати сценариев к фильмам, а также несколько книг.
На его счету немало актёрских работ в кино: генерал Александр Павлович Кутепов в фильме «Маршал революции» (1978), Крымов в «Ассе» (1987), писатель Сергей Сергеевич Попов в «Сукиных детях» (1990), комдив в «Анкор, ещё анкор!» (1992), Зосима Петрович в фильме «Орёл и решка» (1995) и многие другие.
В 1987 году стал инициатором, создателем и президентом международного фестиваля жанрового кино «Золотой Дюк», проводившегося в Одессе в течение трёх лет (1988—1991).
В 1990 году снял острый публицистический фильм о России в XX веке «Так жить нельзя», за который получил кинопремию «Ника». Позднее в интервью говорил: «Я совсем не горжусь этой картиной, я даже чувствую свою вину за то, что её снял…»
В 1992 году вышли его фильмы «Александр Солженицын» и «Россия, которую мы потеряли», которые отражали широкие антикоммунистические настроения того времени. В последнем Говорухин благосклонно оценивал Российскую империю.
Был художественным руководителем киностудии «Вертикаль» киноконцерна «Мосфильм», с февраля 2016 года издававшего журнал «Военный».

### Политическая деятельность
Никогда не вступал в КПСС. После перестройки стал одним из лидеров Демократической партии России (ДПР).
В 1993 году был избран депутатом Государственной думы от ДПР, в списке которой значился вторым номером (за партию проголосовали 5,52 % избирателей). На думских выборах 1995 года создал «Блок Станислава Говорухина», набравший 0,99 % голосов. Блок в Думу не прошёл, однако сам Говорухин был избран депутатом по Кавминводскому одномандатному округу № 53 с результатом 23,4 % голосов.
После октябрьских событий 1993 года перешёл на сторону левопатриотической оппозиции. В 1996 году поддержал лидера КПРФ Геннадия Зюганова во втором туре президентских выборов. В 1999 году был избран депутатом Госдумы третьего созыва от блока «Отечество — Вся Россия» (в списке был под шестым номером).
19 февраля 2000 года был зарегистрирован кандидатом в президенты Российской Федерации, на выборах занял восьмое место, набрав 0,44 % голосов избирателей. После выборов сказал: «Путин обязан своей победой рабской психологии народа: покажи ему нового царя, он за него и голосует».
В 2005 году вступил в правящую партию «Единая Россия». На довыборах в Государственную думу в декабре 2005 года был в очередной раз избран депутатом, набрав 38,5 % голосов и одержав победу над своим конкурентом — сатириком Виктором Шендеровичем, набравшим 19 % голосов. С 2005 года до конца жизни возглавлял Комитет по культуре. В 2007 году был вновь избран в Госдуму по списку «Единой России» (был третьим в московском региональном списке).
27 ноября 2011 года на предвыборном съезде «Единой России» первым предложил новое выдвижение кандидатуры Путина в президенты России. 8 декабря того же года возглавил предвыборный штаб Владимира Путина на президентских выборах 2012 года.
27 января 2012 года в интервью газете «Известия» Говорухин заявил, что «проблема» проведения Путина в президенты «будет решена в первом туре» и назвал распространяющуюся в интернете информацию о массовых фальсификациях на декабрьских думских выборах «чушью». 13 февраля в интервью новостному интернет-изданию Lenta.ru сказал, что кроме Путина не видит другого лидера, которому мог бы доверить страну.
С июля 1996 по апрель 2018 года выступил соавтором 61 законодательной инициативы и поправки к проектам федеральных законов.

### Прочее
В 1999 году был назначен членом коллегии Государственного комитета Российской Федерации по кинематографии.
С 2001 по 2004 год был ведущим программы о кино «Великая иллюзия» на канале ТВЦ.
Возглавлял Благотворительный фонд социальной защиты ветеранов кинематографа и студентов киношколы «Киноцентр» (краткое наименование — Благотворительный фонд «Киноцентр»). Являлся членом Совета Международного русского клуба.
28 июня 2005 года в числе пятидесяти других представителей подписал обращение деятелей культуры, науки, представителей общественности в связи с приговором, вынесенным бывшим руководителям НК «ЮКОС».
В 2010 году подписал письмо президенту России Дмитрию Медведеву против «очернительской кампании против Юрия Лужкова»
В марте 2014 года Говорухин поддержал аннексию Крыма, подписал письмо президенту России Владимиру Путину в поддержку аннексии. В интервью РБК он пояснил свою позицию: «Двадцать лет я жил и работал в Одессе, на Одесской киностудии, и хорошо знаю, что такое украинский национализм. На себе неоднократно испытывал». В ответ на это высказывание участники одесского Евромайдана установили на Одесской киностудии памятную доску, на которой Говорухин представлен в виде скорпиона с головой человека и трубкой. На доске написана фраза, озвученная его пресс-секретарём, и перечислены киноленты, снятые Говорухиным в Одессе с 1967 по 1987 годы.
10 сентября 2014 года в интервью еженедельнику «Аргументы и факты» высказал свой пессимистичный взгляд на отношения между Украиной и Россией.

### Болезнь и смерть

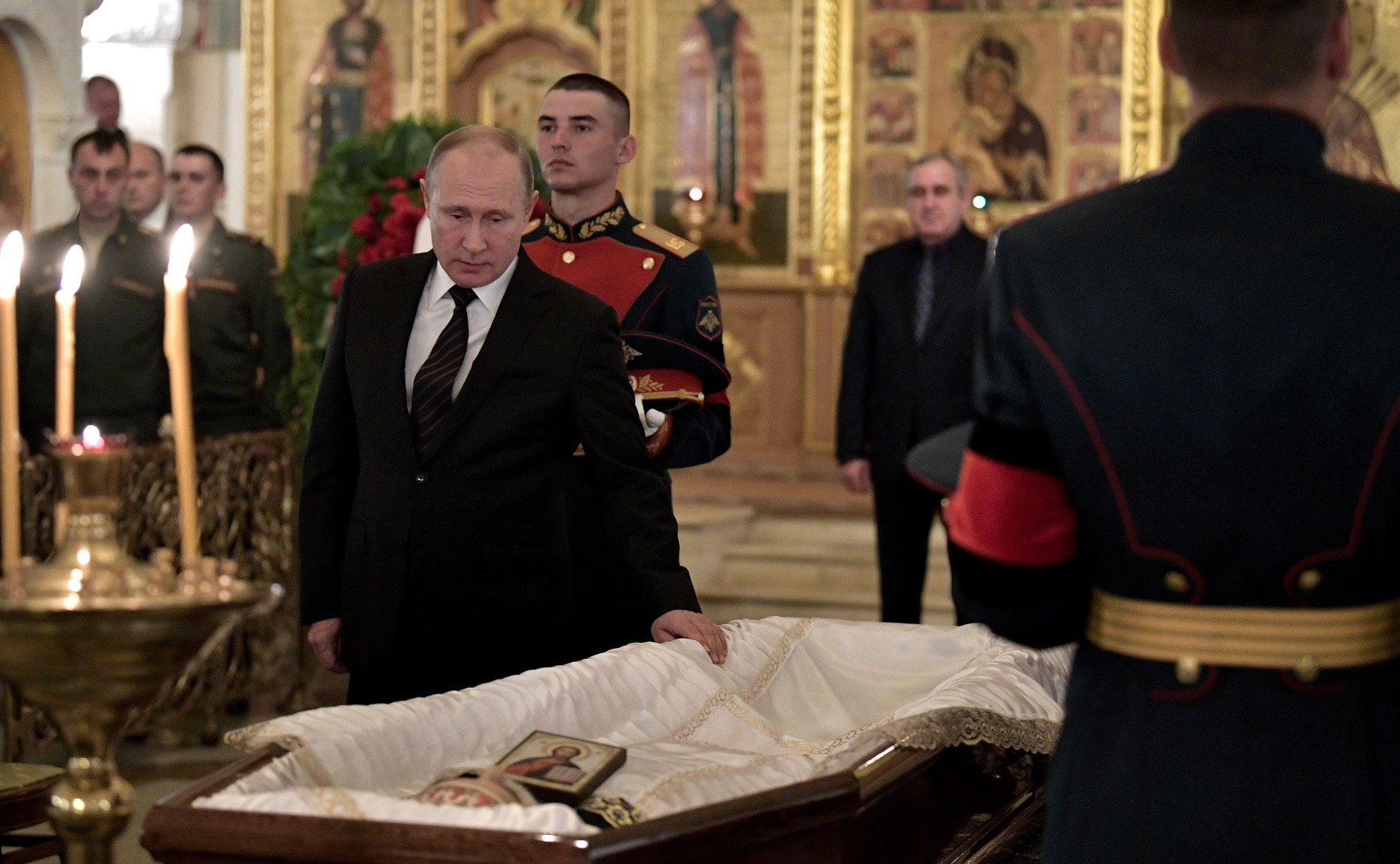
Президент России Владимир Путин на церемонии прощания со Станиславом Говорухиным, 16 июня 2018 года

Станислав Говорухин скончался 14 июня 2018 года на 83-м году жизни в санатории Барвиха после продолжительной болезни. По некоторым данным, причиной смерти стало онкологическое заболевание.
В последний раз Говорухин появился перед публикой 29 мая, когда комитет Госдумы по культуре рассматривал законопроект, вносящий административную и уголовную ответственность за вандализм по отношению к выставляемым произведениям искусства.
Прощание и отпевание состоялись 16 июня 2018 года в Преображенской церкви Храма Христа Спасителя. Похоронен на Новодевичьем кладбище Москвы рядом с могилами народных артистов СССР Олега Табакова и Леонида Броневого.

## Семья и личная жизнь

### Семья
Отец — Сергей Георгиевич Говорухин (1908—1938), донской казак, репрессирован, умер в Сибири. Мать — Прасковья Афанасьевна Глазкова (скончалась в возрасте 53 лет), портниха. Родители развелись ещё до рождения Станислава Говорухина.
Старшая сестра — Инесса Говорухина.
Первая жена (1961) — Юнона Ильинична Карева (1933—2013), советская театральная актриса, театральный педагог, заслуженная артистка Республики Татарстан, заслуженный деятель искусств Республики Татарстан и Российской Федерации. Прожили вместе менее года. Умерла в Казани. Тело, согласно завещанию актрисы, кремировали и урну с прахом захоронили в могиле сына на Троекуровском кладбище в Москве.
Сын Сергей Говорухин (1961—2011), кинорежиссёр, сценарист, продюсер и писатель. Похоронен на Троекуровском кладбище в Москве.
Вторая жена — Галина Борисовна Говорухина (1948—2022), работала монтажёром «Одесской киностудии». Скончалась 25 ноября 2022 года при пожаре у себя дома в коттедже в посёлке Лесное Озеро в Новой Москве, отравившись угарным газом.

### Увлечения

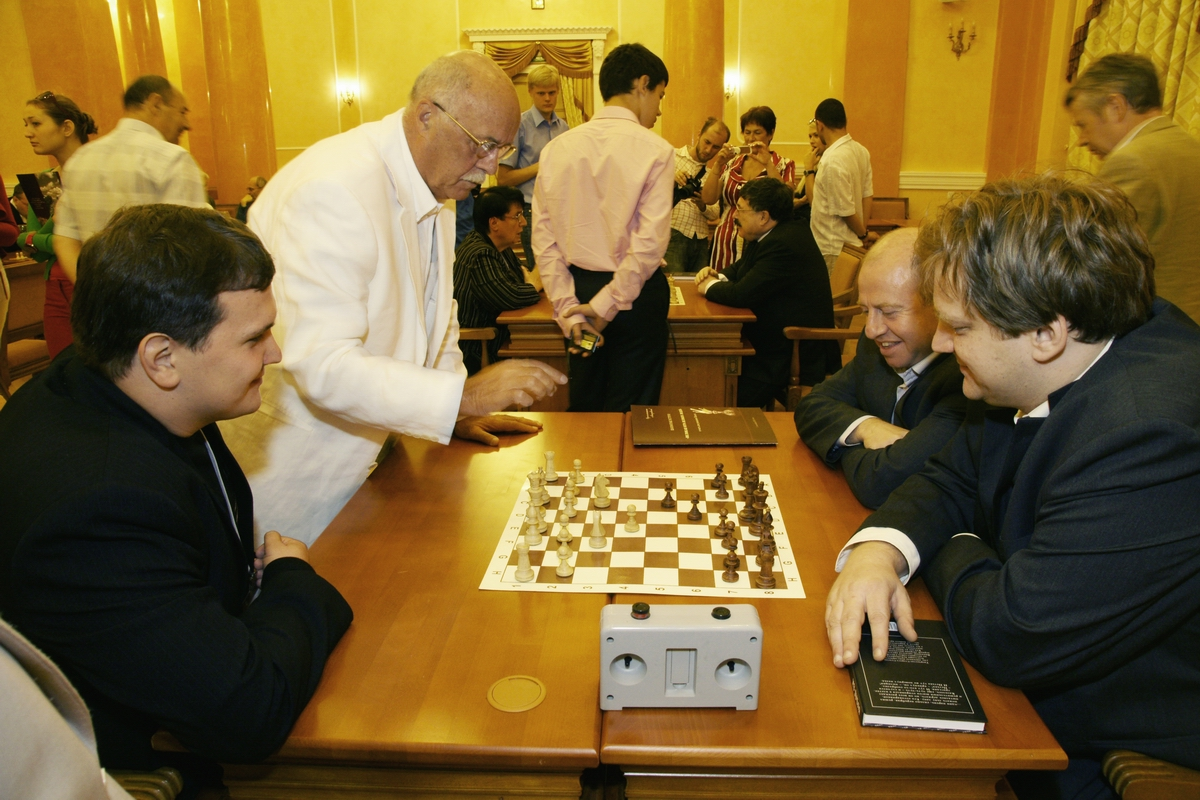
Станислав Говорухин на шахматном турнире в Одессе 3 сентября 2010 года

В молодости Станислав Говорухин увлекался альпинизмом, опасные трюки во время съёмок в кино выполнял самостоятельно, без дублёров.
Любил читать книги, играть в рулетку, шахматы и бильярд. Курил трубку.
Являлся почётным членом Российской академии художеств (РАХ). С середины 1990-х годов увлекался живописью. Начинал он с карандашных набросков, сделанных на бесчисленных кинозаседаниях. Затем от рисунков перешёл к пейзажам, написанным маслом. Его любимый жанр — лирический пейзаж в традициях русской живописной школы. Персональные выставки его живописных работ состоялись в 1998 году в Доме кино, в 2006 году — в Музейно-выставочном комплексе Российской академии художеств «Галерея искусств Зураба Церетели» на Пречистенке, в феврале 2011 года — в Киеве. В 2001 году в зале РАХ прошла выставка живописи художника «Парламентские каникулы», в 2006 году — выставка, приуроченная к его семидесятилетию, в 2011 году — посвящённая семидесятипятилетнему юбилею художника.
Был православным христианином.

### Критика
Назначение Говорухина главой предвыборного штаба Владимира Путина вызвало скептическое замечание секретаря ЦК КПРФ Сергея Обухова: «Его наградили за выдающийся „лизинг“ на съезде „Единой России“. Он уже возглавлял „блок Говорухина“ на думских выборах и набрал меньше 1 %. Верной дорогой идёте, товарищи!».
Ряд интернет-блогеров выступил с критикой режиссёра за его непостоянную и провластную позицию.
Его негативные отзывы об участниках митингов «За честные выборы» на Болотной площади и на проспекте Сахарова 2012 года в интервью газете «Труд», на первом открытом заседании избирательного штаба Путина и в прямом эфире радио «Комсомольская правда» также вызвали критику в адрес режиссёра в блогосфере.

## Творчество

### Фильмография
| 1964 | Аптекарша                                        | зелёная ✓ |           |           |           |                                                              | короткометражный                                        |
| 1967 | Вертикаль                                        | зелёная ✓ |           |           |           |                                                              | сорежиссёр (с Б. Дуровым)                               |
| 1968 | День ангела                                      | зелёная ✓ |           |           |           |                                                              |                                                         |
| 1969 | Белый взрыв                                      | зелёная ✓ | зелёная ✓ |           | зелёная ✓ | немецкий офицер                                              | нет в титрах                                            |
| 1972 | Жизнь и удивительные приключения Робинзона Крузо | зелёная ✓ |           |           |           |                                                              |                                                         |
| 1974 | Контрабанда                                      | зелёная ✓ | зелёная ✓ |           |           |                                                              |                                                         |
| 1977 | Ветер «Надежды»                                  | зелёная ✓ | зелёная ✓ |           |           |                                                              |                                                         |
| 1978 | Маршал революции                                 |           |           |           | зелёная ✓ | Александр Павлович Кутепов, генерал                          |                                                         |
| 1979 | Место встречи изменить нельзя                    | зелёная ✓ |           |           |           |                                                              |                                                         |
| 1979 | Пираты XX века                                   |           | зелёная ✓ |           |           |                                                              | соавтор сценария, написанного при участии Бориса Дурова |
| 1980 | Вторжение                                        |           | зелёная ✓ |           |           |                                                              |                                                         |
| 1981 | Приключения Тома Сойера и Гекльберри Финна       | зелёная ✓ | зелёная ✓ |           |           |                                                              |                                                         |
| 1982 | Возвращение Баттерфляй                           |           |           |           | зелёная ✓ | Михаил Павлик                                                |                                                         |
| 1983 | Комбаты                                          |           |           |           | зелёная ✓ | генерал-майор                                                |                                                         |
| 1983 | Среди серых камней                               |           |           |           | зелёная ✓ | отец Васи, судья                                             |                                                         |
| 1985 | В поисках капитана Гранта                        | зелёная ✓ | зелёная ✓ |           |           |                                                              |                                                         |
| 1986 | Тайны мадам Вонг                                 |           | зелёная ✓ |           |           |                                                              |                                                         |
| 1987 | Десять негритят                                  | зелёная ✓ | зелёная ✓ |           |           |                                                              |                                                         |
| 1987 | Асса                                             |           |           |           | зелёная ✓ | Андрей Валентинович Крымов, криминальный авторитет и теневик |                                                         |
| 1988 | Брызги шампанского                               | зелёная ✓ | зелёная ✓ |           |           |                                                              |                                                         |
| 1990 | Сукины дети                                      |           |           |           | зелёная ✓ | Сергей Сергеевич Попов, писатель                             |                                                         |
| 1990 | Так жить нельзя                                  | зелёная ✓ | зелёная ✓ |           | зелёная ✓ | камео                                                        |                                                         |
| 1991 | И возвращается ветер…                            |           |           |           | зелёная ✓ | Сергей Герасимов                                             |                                                         |
| 1992 | Анкор, ещё анкор!                                |           |           |           | зелёная ✓ | комдив                                                       |                                                         |
| 1992 | Ка-ка-ду                                         |           |           |           | зелёная ✓ | главарь                                                      |                                                         |
| 1992 | Россия, которую мы потеряли                      | зелёная ✓ | зелёная ✓ |           |           |                                                              |                                                         |
| 1992 | Александр Солженицын                             | зелёная ✓ | зелёная ✓ |           |           |                                                              |                                                         |
| 1994 | Великая криминальная революция                   | зелёная ✓ | зелёная ✓ |           |           |                                                              |                                                         |
| 1994 | Подмосковные вечера                              |           | зелёная ✓ |           |           |                                                              |                                                         |
| 1995 | Чёрная вуаль                                     |           | зелёная ✓ |           |           |                                                              |                                                         |
| 1995 | Орёл и решка                                     |           |           |           | зелёная ✓ | Зосима Петрович, руководитель Газпрома, шеф Чагина           |                                                         |
| 1996 | Милый друг давно забытых лет...                  |           |           |           | зелёная ✓ | Михаил Петрович                                              |                                                         |
| 1997 | Война окончена. Забудьте...                      |           |           |           | зелёная ✓ | камео                                                        |                                                         |
| 1999 | Ворошиловский стрелок                            | зелёная ✓ | зелёная ✓ |           |           |                                                              |                                                         |
| 2000 | Русский бунт                                     |           | зелёная ✓ |           |           |                                                              |                                                         |
| 2002 | Женская логика                                   |           |           |           | зелёная ✓ | Андрей Стрельцов                                             |                                                         |
| 2002 | Женская логика 2                                 |           |           |           | зелёная ✓ | Андрей Стрельцов                                             |                                                         |
| 2003 | Женская логика 3                                 |           |           |           | зелёная ✓ | Андрей Стрельцов                                             |                                                         |
| 2003 | Радости и печали маленького лорда                |           |           |           | зелёная ✓ | граф                                                         |                                                         |
| 2003 | Благословите женщину                             | зелёная ✓ |           |           | зелёная ✓ | комдив                                                       |                                                         |
| 2004 | Шахматист                                        | зелёная ✓ |           |           |           |                                                              | сорежиссёр (с Аркадием Кордоном)                        |
| 2004 | Женская логика 4                                 |           |           |           | зелёная ✓ | Андрей Стрельцов                                             |                                                         |
| 2005 | Не хлебом единым                                 | зелёная ✓ |           |           | зелёная ✓ | министр                                                      |                                                         |
| 2005 | 9 рота                                           |           |           |           | зелёная ✓ | комполка в учебке                                            |                                                         |
| 2006 | Женская логика 5                                 |           |           |           | зелёная ✓ | Андрей Стрельцов                                             |                                                         |
| 2007 | Артистка                                         | зелёная ✓ |           |           |           |                                                              |                                                         |
| 2007 | Репортёры                                        |           |           |           | зелёная ✓ | камео                                                        |                                                         |
| 2008 | В июне 41-го                                     |           | зелёная ✓ |           |           |                                                              |                                                         |
| 2009 | Пассажирка                                       | зелёная ✓ | зелёная ✓ | зелёная ✓ | зелёная ✓ | русский консул                                               |                                                         |
| 2010 | В стиле jazz                                     | зелёная ✓ | зелёная ✓ | зелёная ✓ |           |                                                              |                                                         |
| 2010 | Любовь-морковь 3                                 |           |           |           | зелёная ✓ | генерал                                                      |                                                         |
| 2013 | Weekend                                          | зелёная ✓ | зелёная ✓ | зелёная ✓ |           |                                                              |                                                         |
| 2014 | Дневник мамы первоклассника                      |           |           | зелёная ✓ |           |                                                              |                                                         |
| 2014 | Тайна тёмной комнаты                             |           |           | зелёная ✓ |           |                                                              |                                                         |
| 2015 | Конец прекрасной эпохи                           | зелёная ✓ | зелёная ✓ | зелёная ✓ |           |                                                              |                                                         |
| 2016 | Опасные каникулы                                 |           |           | зелёная ✓ |           |                                                              | сопродюсер (с Екатериной Маскиной)                      |
| 2019 | На Париж                                         |           | зелёная ✓ |           |           |                                                              | сопродюсер (с Сергеем Саркисовым и Сергеем Ашкенази)    |
| 2019 | Годунов                                          |           |           |           | зелёная ✓ | Гермоген                                                     |                                                         |
| 2019 | Конец сезона                                     |           |           | зелёная ✓ |           |                                                              | сопродюсер (с Екатериной Маскиной)                      |
| 2020 | На Луне                                          |           |           | зелёная ✓ |           |                                                              | сопродюсер (с Екатериной Маскиной)                      |

### Театральные постановки
- «Контрольный выстрел» (авторы пьесы — С. Говорухин, Ю. Поляков; МХАТ имени М. Горького)
- «Па-де-де» (автор пьесы — Т. Москвина; Московский театр «Школа современной пьесы»)

### Документальное кино
- 1992 — «Александр Солженицын» (объёмное интервью с известным писателем о его жизни и творчестве; премьера в сентябре 1992)
- 1990 — «Так жить нельзя»
- 1992 — «Вторжение»
- 1992 — «Россия, которую мы потеряли»
- 1993 — «Час негодяев» (фильм-репортаж о событиях октября 1993 года)
- 1994 — «Великая криминальная революция»

### Книги
- 1993 — «Великая криминальная революция»
- 1994 — «Страна воров на дороге в светлое будущее»
- 1996 — «Неизвестное об известных» — М., Книга. Просвещение. Милосердие, 1996 — ISBN 5-86088-311-0 (миниатюрное издание: 69×98мм)
- 1998 — «Написал»

## Признание

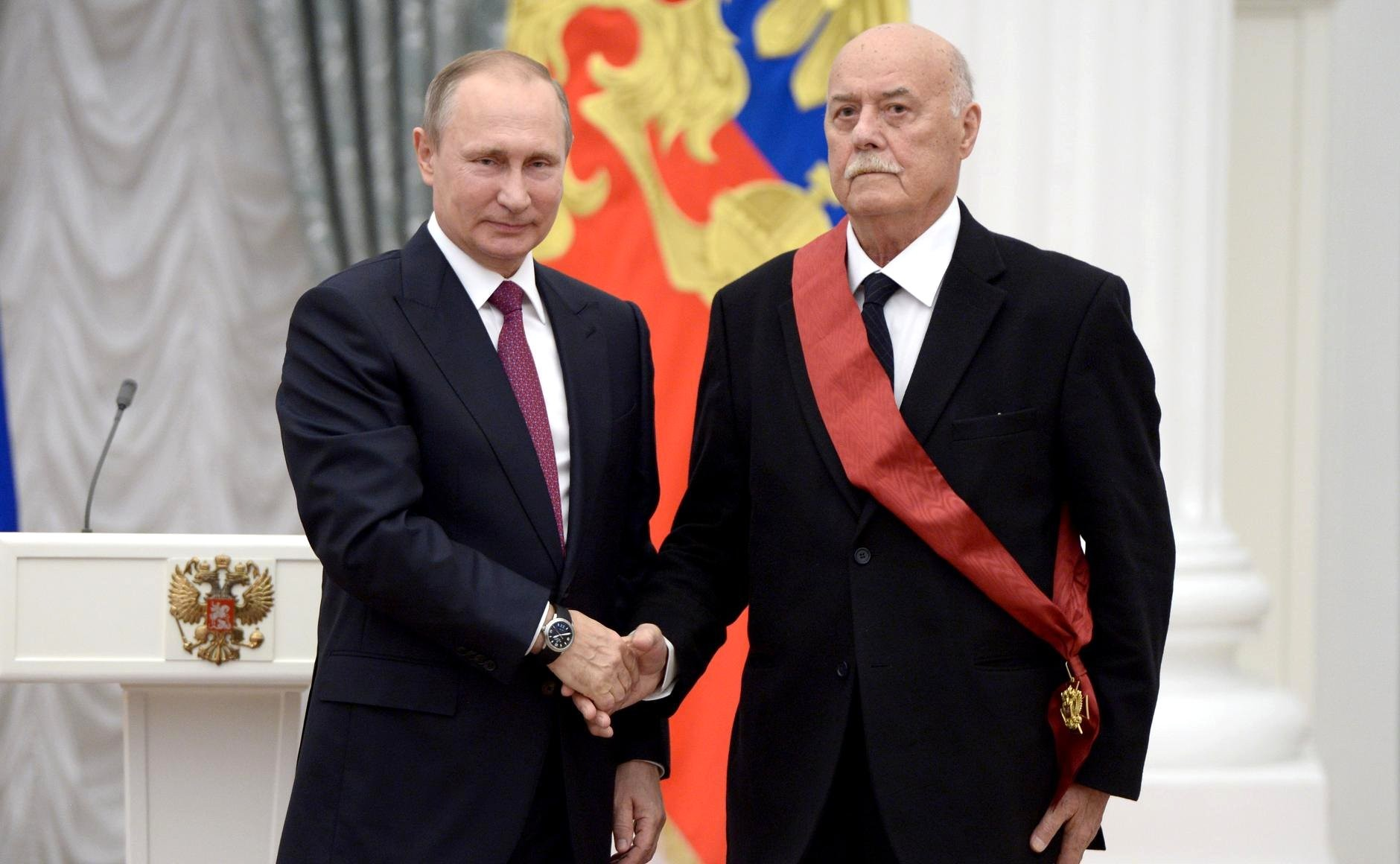
Награждение Орденом «За заслуги перед Отечеством» I степени, 22 сентября 2016 года

Государственные и правительственные награды, премии и звания:
- 1986 — почётное звание «Заслуженный деятель искусств Украинской ССР».
- 1995 — «Почётный гражданин города-курорта Железноводска»[77].
- 2006 — почётное звание «Народный артист Российской Федерации» — за большие заслуги в области искусства[6].
- 2014 — Медаль «За освобождение Крыма и Севастополя» — за личный вклад в дело по возвращению Крыма в Россию[78].
- 2016 — орден «За заслуги перед Отечеством» I степени[79].
- 2016 — Почётная грамота Правительства Российской Федерации — за заслуги в законотворческой деятельности и многолетний добросовестный труд[80].
- 2017 — Премия Правительства Российской Федерации 2017 года в области культуры — за создание художественного фильма «Конец прекрасной эпохи»[81].

Другие награды, поощрения и общественное признание:

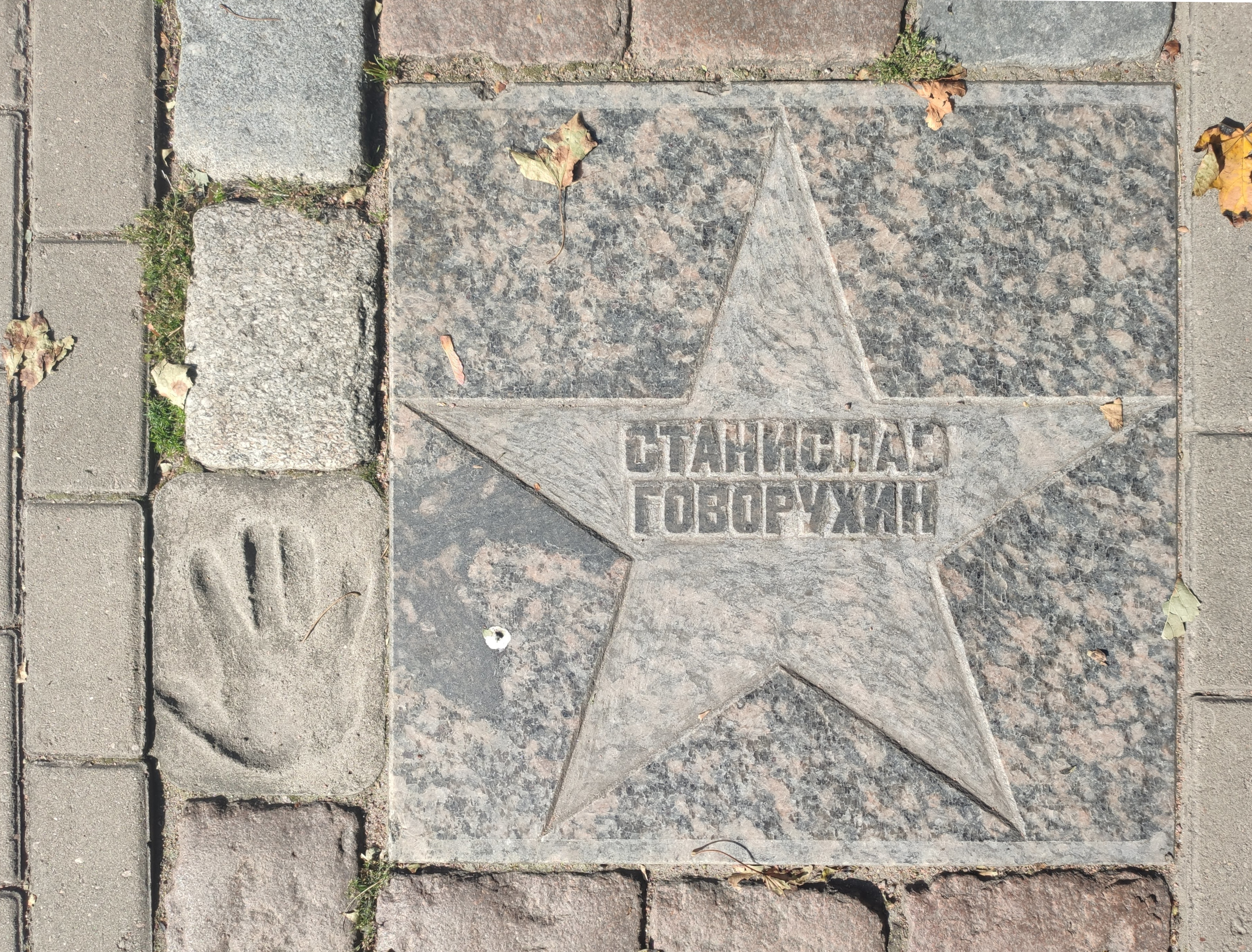
Звезда Станислава Говорухина на Аллее актёрской славы в Выборге

- 1991 — лауреат IV российской кинематографической премии «Ника» за 1990 год в трёх категориях: «Лучший документальный фильм», «Лучшая режиссёрская работа», «Лучшая сценарная работа» — за документальный фильм «Так жить нельзя».
- 2000 — Награда фестиваля «Бригантина» «Лучшая режиссёрская работа» за фильм «Ворошиловский стрелок»
- 2003 — Специальная награда оргкомитета IV Международного фестиваля актёров кино «Стожары» в Киеве
- 2005 — приз президента Республики Беларусь «За гуманизм и духовность в кино» в рамках XII Международного кинофестиваля «Лістапад» в Минске[82].
- 2005 — приз зрительских симпатий (гран-при) на XII Международном кинофестивале «Лістапад» в Минске — за фильм «Не хлебом единым»[82][83].
- 2005 — главный приз «Большая золотая ладья» в конкурсе «Выборгский счёт» по итогам голосования всех зрителей, участников и гостей XIII фестиваля российского кино «Окно в Европу» в городе Выборге — за художественный фильм «Не хлебом единым»[84].
- 2007 — главный приз «Большая золотая ладья» в конкурсе «Выборгский счёт» по итогам голосования всех зрителей, участников и гостей XV фестиваля российского кино «Окно в Европу» в городе Выборге — за художественный фильм «Артистка»[84].
- 2008 — гран-при «Гранатовый браслет» (приз-символ) и приз зрительских симпатий имени Клары Лучко XIV российского кинофестиваля «Литература и кино» в городе Гатчине — за художественный фильм «Артистка»[85][86].
- 2008 — главный приз «Большая золотая ладья» в конкурсе «Выборгский счёт» по итогам голосования всех зрителей, участников и гостей XVI фестиваля российского кино «Окно в Европу» в городе Выборге — за художественный фильм «Пассажирка»[84].
- 2008 — приз зрительских симпатий (гран-при) на XV Международном кинофестивале «Лістапад» в Минске — за фильм «Пассажирка»[87].
- 2009 — почётный член Российской академии художеств[40][64][65][66][67][68].
- 2010 — специальная премия «Мастер» на Ереванском международном кинофестивале «Золотой абрикос».
- 2010 — приз «Классик отечественного кинематографа» на Первом международном кинофестивале стран Арктики «Северное сияние» в Мурманске[40][88][89].
- 2010 — приз «Золотая ладья» за первое место в конкурсе «Выборгский счёт» по итогам голосования всех зрителей, участников и гостей XVIII фестиваля российского кино «Окно в Европу» в городе Выборге — за художественный фильм «В стиле Jazz»[84].
- 2011 — приз «Живая легенда российского кино» фестиваля «Виват, кино России!» в Санкт-Петербурге[90].
- 2013 — приз «Золотая ладья» за второе место в конкурсе «Выборгский счёт» по итогам голосования всех зрителей, участников и гостей XXI фестиваля российского кино «Окно в Европу» в городе Выборге — за художественный фильм «Weekend»[84][91][92][93].
- 2013 — Международная премия «Древо жизни» (Межпарламентская ассамблея СНГ)[94].
- 2014 — специальный приз президента Республики Беларусь «За сохранение и развитие традиций духовности в киноискусстве» в рамках XXI Международного кинофестиваля «Лістапад» в Минске[95].
- 2015 — почётный приз «За вклад в отечественный кинематограф» XIII кинопремии «Золотой орёл (2015)» Национальной академии кинематографических искусств и наук России за 2014 год[96][97].
- 2016 — Нагрудный знак РФ «За вклад в российскую культуру» (Министерство культуры Российской Федерации)[98]
- 2016 — лауреат XIV кинопремии «Золотой орёл (2016)» Национальной академии кинематографических искусств и наук России в категории «Лучшая режиссёрская работа» за 2015 год — за фильм «Конец прекрасной эпохи»[99][100].
- 2016 — лауреат XXIX российской национальной кинематографической премии «Ника» в категории «Лучшая режиссёрская работа» за 2015 год — за фильм «Конец прекрасной эпохи»[101][102].
- 2016 — орден преподобного Сергия Радонежского II степени — во внимание к заслугам и в связи с 80-летием со дня рождения[103].

## Память

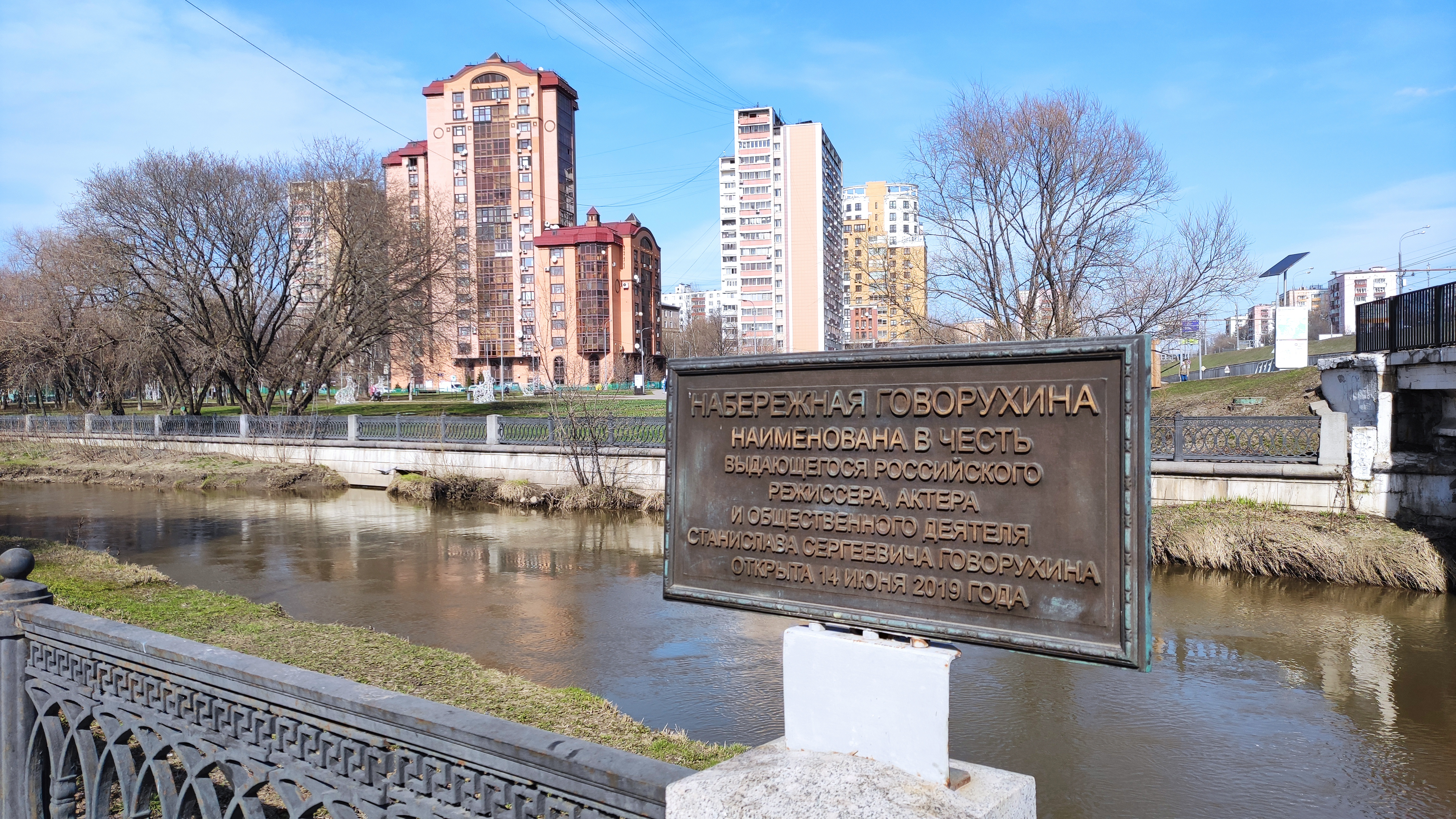
Набережная Говорухина в Москве

- 19 октября 1994 года в честь С. С. Говорухина назван астероид (4430) Говорухин, открытый в 1978 году советским астрономом Л. В. Журавлёвой.
- Согласно Указу Президента России «Об увековечении памяти С. С. Говорухина» от 29 ноября 2018 года, с 2019 года учреждается стипендия имени Станислава Говорухина, будет создан документальный фильм, посвящённый памяти режиссёра, в Москве будет установлена мемориальная доска[104].
- В 2018 году в городе Железноводске установлен горельеф в парке, носящем имя Говорухина[105] (Открытие памятника на YouTube).
- В историческом сериале «Годунов» в начале каждой серии пишется «Памяти Станислава Говорухина».
- 5 июня 2019 года в память режиссёра была названа улица «Набережная Говорухина» в московском районе Ростокино[106].
- В сентябре 2020 года установлена памятная доска Говорухину на здании Всероссийского государственного института кинематографии[107].
- Boeing 777-300ER Аэрофлота с бортовым номером RA-73142 носит имя "С. Говорухин".
- В марте 2022 года стало известно, что в память о С. Говорухине Союзом кинематографистов России и Гильдией кинорежиссёров будет учреждён кинофестиваль «Место встречи изменить нельзя». Он будет проводиться ежегодно в конце марта в Москве и ряде регионов[108].
- 29 марта 2023 года на здании геологического факультета Казанского федерального университета установлена памятная доска в честь С. Говорухина[109].

Творчеству и памяти режиссёра посвящены документальные фильмы и телепередачи:
- «Станислав Говорухин. „Одинокий волк“» («ТВ Центр», 2010)[110]
- «Станислав Говорухин. „Встречи на Моховой“» («Пятый канал», 2011)[111]
- «Монолог в 4-х частях. Станислав Говорухин» «Россия-Культура», 2011)[112]
- «Монолог в 4-х частях. Станислав Говорухин» (фильм № 2, 3-4 части) («Россия-Культура», 2011)[113]
- «Чёрная кошка Станислава Говорухина» («Первый канал», 2016)[114][115]
- «Станислав Говорухин. „Человек, который не прятался за искусством“» («Мир», 2021)[116]
- «Станислав Говорухин. „Он много знал о любви“» («ТВ Центр», 2021)[117].